# 박형상
박형상(朴炯常, 1959년 8월 21일 ~ )은 대한민국의 변호사 출신 정치인이다. 서울 중구청장을 역임했다.

## 학력
- 1977년 광주제일고등학교 졸업
- 1984년 전남대학교 법학과 학사 졸업

### 비학위 수료
- 1996년 중앙대학교 신문방송대학원 신문방송학 석사 졸업

## 경력
- 제28회 사법시험 합격
- 박형상법률사무소 변호사
- 대한주택공사 고문변호사
- 서울중앙지방법원 민사조정위원
- 민주사회를 위한 변호사모임 언론분과위원장
- 민주사회를 위한 변호사모임 회원
- YTN 고문변호사
- MBC 고문변호사
- KBS 고문변호사
- 서울장원중학교 학원폭력대책위원
- 서울장원중학교 명예교사
- 중구문학회 이사
- 서울중구문화원 강사
- 서울중구문화원 고문변호사
- 서울중구문화원 이사
- 서울특별시 중구청 고문변호사
- 민주당 인권특별위원회 부위원장
- 헌법재판소 국선변호사
- 대한변호사협회 사형제도연구특별위원회 위원
- RTV 이사
- 방송통신위원회 보편적 시청권 위원회 위원
- 서울역사문화포럼 이사
- 한국가정법률상담소 상담변호사
- 한국 사진기자 협회 고문변호사
- 한국기자협회 자문변호사
- 광고소비자시민연대 공동대표
- 한국 사진기자 협회 ‘보도사진대상’ 심사위원
- MBC 시청자위원회 위원
- 한국기자협회 '이달의 기자상 및 한국기자상' 심사위원
- 방송위원회 방송사업자평가선정 심사위원
- 종합유선방송위원회 시청자고충처리위원
- 청소년보호위원회 매체분과위원
- 한국만화자율심의위원회 심의위원
- 영상물등급위원회 게임분과 심의위원
- 한국간행물윤리위원회 심의위원
- 방송위원회 교양분과 심의위원
- 서울메트로 지하철광고자율심의위원회 위원
- 용인대학교 사회교육원 강사
- 한국체육대학교 사회교육원 강사
- 한국언론진흥재단 겸임교수
- 한국언론연구원 겸임교수
- 중앙대학교 신문방송대학원 강사
- 중앙대학교 강사
- 공익광고협의회 위원
- 국정홍보처 국정자문위원
- 한국소비자원 상담위원
- 국민권익위원회 전문상담위원
- 한국저작권위원회 저작권법 개정분과위원
- 영상물등급위원회 자문변호사
- 방송위원회 법률자문위원
- 2010.07 ~ 2011.02 제40대 서울특별시 중구 구청장

## 역대 선거 결과
| 실시년도 | 선거      | 대수 | 직책   | 선거구    | 정당   | 득표수    | 득표율          | 순위 | 당락 | 비고           |
| -------- | --------- | ---- | ------ | --------- | ------ | --------- | --------------- | ---- | ---- | -------------- |
| 2010년   | 지방 선거 | 40대 | 구청장 | 서울 중구 | 민주당 | 21,127 표 | \| \| 35.51% \| | 1위  |      | 초선, 민선 5기 |
|          | 35.51%    |      |        |           |        |           |                 |      |      |                |

| 전임 정동일 | 제40대 서울특별시 중구청장(민선) 2010년 7월 1일 ~ 2011년 2월 24일 | 후임 (권한대행)김영수 (재보궐)최창식 |